# Museo Español de Antigüedades
Museo Español de Antigüedades fue una publicación periódica sobre arqueología y arte editada en Madrid entre 1872 y 1880, durante el Sexenio Democrático y los comienzos de la Restauración.

## Descripción

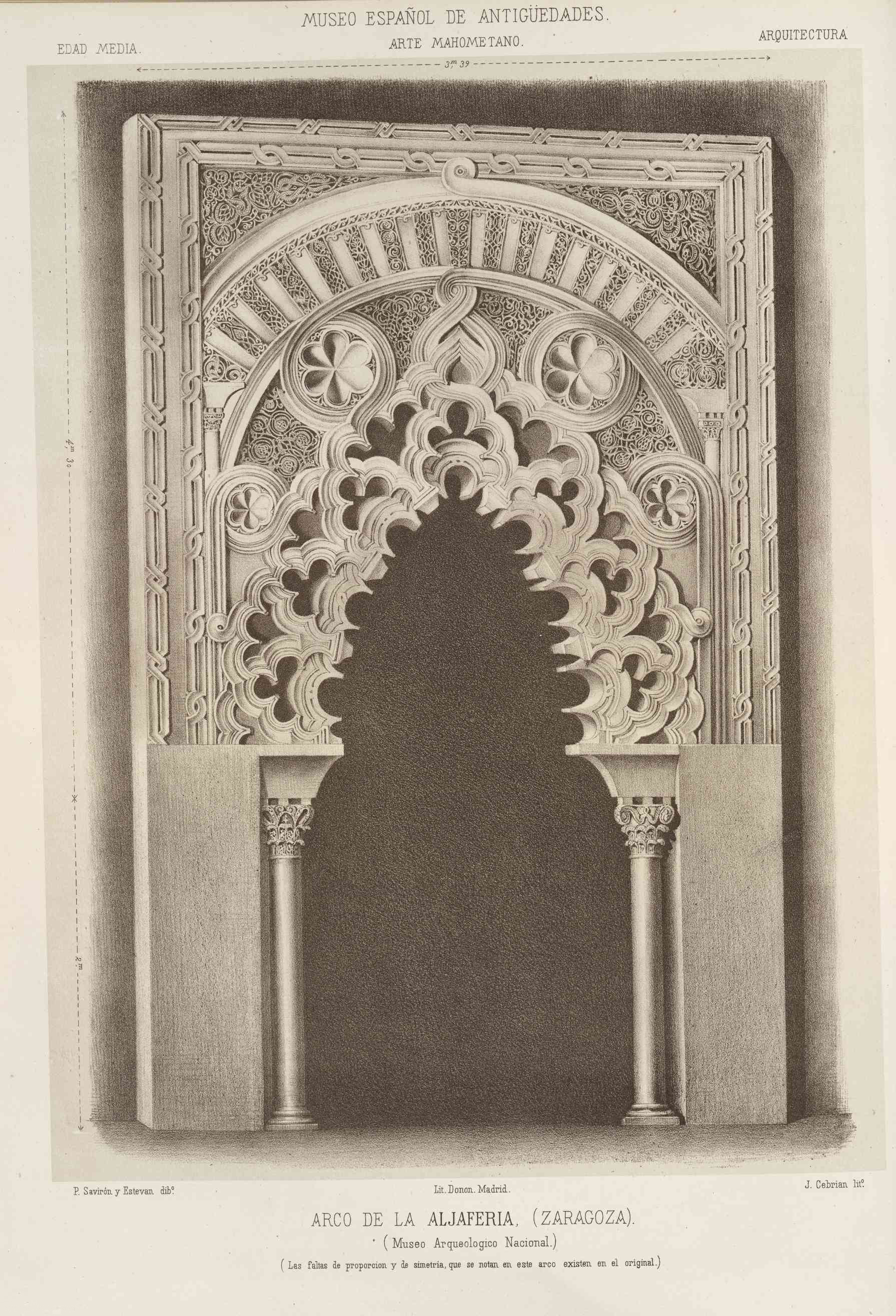
Arco de la Alfajería

Dirigida por Juan de Dios de la Rada y Delgado, su primer número apareció en 1872. La revista incluía análisis de piezas del Museo Arqueológico Nacional, a cuyas colecciones buscaba dar difusión y que fue una de las instituciones con más peso en las páginas de la publicación. Cesó su publicación en 1880.

## Colaboradores
Contó con firmas como las de Aureliano Ibarra y Manzoni, José Godoy Alcántara, Nicolás Paso y Delgado, Cayetano Rosell, Fernando Fulgosio y Carasa, Francisco María Tubino, Juan Vilanova y Piera, Aureliano Fernández-Guerra, Pedro de Madrazo, Demetrio de los Ríos, Fidel Fita, Manuel de Assas y Ereño, José Amador de los Ríos, José Villaamil y Castro, Paulino Savirón y Esteban, Francisco Fernández y González, Eduardo Saavedra, Florencio Janer, Buenaventura Hernández Sanahuja, Juan Facundo Riaño, Rodrigo Amador de los Ríos, Francisco Codera y Eduardo de Hinojosa y Naveros, entre otros. 
En el apartado gráfico intervinieron diversos dibujantes, ilustradores, pintores y grabadores; entre sus nombres figurarían los de Ricardo Velázquez Bosco, Joaquín Pi y Margall, José Nicolau y Bartomeu, Ponciano Ponzano, José Casado del Alisal, Francisco Aznar, Bernardo Blanco, Ramón Soldevila y Trepat, Rufino Casado, José María Avrial, Teófilo Rufflé, Marcelino de Unceta y Eusebio de Lettre, entre otros.